# Iglesia de Santa Eulalia (Viloria)
La iglesia de Santa Eulalia es un edificio situado en el concejo español de Viloria, en la provincia de Álava.

## Descripción
El edificio se encuentra en el concejo español de Viloria, del municipio de Ribera Alta, perteneciente a la provincia de Álava, en la comunidad autónoma del País Vasco. Se menciona como iglesia parroquial del lugar en el decimosexto y último volumen del Diccionario geográfico-estadístico-histórico de España y sus posesiones de Ultramar de Pascual Madoz, donde aparece descrita con las siguientes palabras: «igl. parr. (Sta. Eulalia) servida por dos beneficiados». En el tomo de la Geografía general del País Vasco-Navarro dedicado a Álava y escrito por Vicente Vera y López, se dice lo siguiente: «Su parroquia, de categoría rural de primera clase, está dedicada á Santa Eulalia y pertenece al arciprestazgo de La Ribera».